# Elektroniczne Archiwum Zabytków Piśmiennictwa Polskiego
Elektroniczne Archiwum Zabytków Piśmiennictwa Polskiego (EAZPP) jest projektem zamawianym Ministerstwa Nauki i Szkolnictwa Wyższego realizowanym w latach 2008–2010 (PBZ-MNiSW-6/3/2006). Koszt projektu wyniósł 4 mln zł, realizację nadzorowało Narodowe Centrum Badań i Rozwoju.

## Wymagania ministerstwa
W ogłoszeniu o konkursie sformułowano następujące wymagania:
Celem projektu jest zabezpieczenie kanonicznego zasobu piśmienniczego najstarszej części polskiej tradycji kulturowej poprzez jego cyfrowe utrwalenie, a następnie szerokie udostępnienie w tej postaci.
Systemowo i kompleksowo przeprowadzona realizacja tego zadania powinna doprowadzić do stworzenia modelowego rozwiązania w postaci EAZPP – centrum digitalizacji i udostępniania zbiorów oraz prowadzenia badań naukowych – które byłoby zdolne do ewentualnego rozszerzenia zakresu swych działań na kolejne fazy dziejów polskiej kultury.
Zadania badawcze:
1. Opracowanie merytorycznych kryteriów reprezentatywnego wyboru najcenniejszych zabytków tekstowych (starodruki, archiwalia, zapisy kultury symbolicznej) spośród wszystkich dziedzin polskiej kultury oraz wyłonienie na ich podstawie kanonicznego korpusu zabytków piśmiennictwa polskiego do roku 1600 podlegającego digitalizacji;
2. Opracowanie funkcjonalnej, efektywnej jakościowo oraz ilościowo, metody digitalizowania kanonicznego korpusu źródłowego;
3. Przygotowanie programu informatycznego, obejmującego procedury opracowania cyfrowej edycji kanonu tekstowego, a następnie jego włączenia w ujednolicone sieci i systemy, dzięki którym będzie on elektronicznie zabezpieczony, a równocześnie w rozmaitych formach udostępniany w internecie (m.in. do celów poznawczych, edukacyjnych, badawczych);
4. Zbudowanie EAZPP o strukturze uwzględniającej podział jego zbiorów na stosowne domeny dziedzinowe oraz możliwość jego dalszego rozwoju i rozbudowy.

## Konsorcjum i jego oferta
Konkurs wygrało konsorcjum w składzie:
- Biblioteka Narodowa (koordynator),
- Naczelna Dyrekcja Archiwów Państwowych,
- Naukowa i Akademicka Sieć Komputerowa (NASK),
- Instytut Historii Polskiej Akademii Nauk,
- Instytut Badań Literackich Polskiej Akademii Nauk.

W ofercie deklarowano m.in.:
Przygotowany program informatyczny umożliwi powszechny dostęp do cyfrowych kopii zabytków piśmiennictwa polskiego przy pomocy sieci Internet oraz innych systemów, w tym Europejskiej Biblioteki Cyfrowej TEL zintegrowanej z EAZPP poprzez standardowe protokoły wymiany danych. Wyspecjalizowane narzędzia wspomagające wyszukiwanie, opracowywanie cyfrowych obiektów i ich kolekcji będą służyć pomocą w badaniach naukowych, natomiast prezentacja w atrakcyjnej formie sprzyjającej edukacji będzie zachęcać, w szczególności młodych użytkowników, do zapoznawania się z dziedzictwem narodowym. Program informatyczny będzie również wspierał technicznie zadania wyboru, digitalizacji oraz bezpiecznego, długotrwałego przechowywania cyfrowej kopii zabytków piśmiennictwa z uwzględnieniem aspektów wydajności przetwarzania dużej ilości danych oraz zachowania autentyczności i integralności danych.
EAZPP zostanie wyposażone w narzędzia CMS, umożliwiające samodzielne wprowadzanie danych przez uczestników konsorcjum i przez inne współpracujące podmioty. Poszczególne samodzielne elementy oprogramowania będą dystrybuowane w formie bezpłatnych licencji.

## Wykonawcy
Jako wykonawcy są wymienieni: Paulina Buchwald-Pelcowa, Andrzej Dąbrówka, Paweł Gancarczyk, Marek Andrzej Janicki, Adam Józef Karpiński, Kazimierz Kozłowski, Wojciech Kriegseisen, Tomasz Makowski (dyrektor Biblioteki Narodowej), Halina Manikowska, Adam Manikowski (dyrektor Biblioteki Narodowej w latach 1993–1997), Andrzej Wojciech Rachuba, Nikodem Bończa-Tomaszewski (dyrektor Narodowego Archiwum Cyfrowego do 2018 r.), Hubert Wajs (dyrektor Archiwum Głównego Akt Dawnych w Warszawie).

## Rezultaty projektu
Według eksperta naukowego NCBiR projekt został zrealizowany zgodnie z zakresem projektowanych działań, miał on tylko drobne zastrzeżenia.
Wynikowe oprogramowanie jest dostępne w dwóch formach:
- w wersji dystrybucyjnej do instalacji samodzielnej[10],
- w wersji instalacji pilotażowej, dostępnej w sieci Internet.

Ponadto wynikiem końcowym projektu są:
- kryteria merytorycznego doboru kanonu zabytków piśmiennictwa polskiego,
- inwentarz zabytków piśmiennictwa polskiego do 1600 r., podlegających digitalizacji. eazpp.bn.org.pl. [zarchiwizowane z tego adresu (2019-08-18)].,
- wprowadzone do EAZPP wybrane zdigitalizowane zabytki piśmiennictwa polskiego[11],
- infrastruktura sprzętowa i komunikacyjna niezbędna na etapie prowadzenia prac badawczych oraz wykaz infrastruktury sprzętowej i komunikacyjnej koniecznej do wdrożenia EAZPP,
- standardy postępowania w procesie digitalizacji – opracowanie funkcjonalnych i efektywnych metod digitalizacji kanonicznego zbioru piśmiennictwa z następującymi elementami: optymalna ścieżka pracy (workflow) uwzględniająca konieczność zapewnienia bezpieczeństwa cennych zbiorów, zachowania warunków konserwatorskich, ergonomii i wydajności pracy sposób i warunki skanowania z uwzględnieniem zapewnienia warunków konserwatorskich, wzorców standaryzacji, wymaganego wyszkolenia operatorów, wydajności i kosztów, parametry skanowania i formaty plików wynikowych, w tym zalecane w odniesieniu do każdego rodzaju obiektu rozdzielczości skanowania, głębie kolorów itp.; opracowanie to jest dostępne w formie książkowej („Digitalizacja piśmiennictwa” pod redakcją Dariusza Paradowskiego) oraz elektronicznej[12][13].